# Idaea scabraria
Idaea scabraria är en fjärilsart som beskrevs av Pierre Chrétien 1909. Idaea scabraria ingår i släktet Idaea och familjen mätare. Inga underarter finns listade i Catalogue of Life.